# Marc Simont
Marc Simont, né le 23 novembre 1915 à Paris et mort le 13 juillet 2013 à Cornwall dans le Connecticut, est un auteur et illustrateur américain, d'origine française, spécialisé dans l'illustration d'ouvrages pour la jeunesse. 

## Biographie
Il naît le 23 novembre 1915 dans le 16e arrondissement de Paris de parents originaires de Catalogne. Son père, Joseph Simont, est artiste-peintre. Marc s'inspire de ses travaux, commence à dessiner dès son plus jeune âge, et considère son père comme son meilleur professeur de dessin.
À 19 ans, sur les conseils de son père, il quitte la France pour les États-Unis et s'y installe définitivement. Ses premières illustrations pour des livres destinés à la jeunesse sont publiées en 1939. 
Au cours de sa carrière, il illustre près d'une centaine d'ouvrages, travaillant avec divers auteurs tels que Margaret Wise Brown et James Thurber. Son travail est récompensé par l'obtention d'une Médaille Caldecott en 1950 pour ses illustrations de The Happy Day de Ruth Krauss et d'une autre en 1957 pour avoir illustré A Tree is Nice de Janice May Udry.
Une troisième médaille Caldecott lui est décernée en 2003 pour son travail sur The Stray Dog.
Il meurt à son domicile de Cornwall, dans le Connecticut, le 13 juillet 2013, âgé de 97 ans.

## Ouvrages
- The Pirate of Chatham Square: A Story of Old New York (1939)
- The First Story (1947)
- The Happy Day (1949)
- The 13 Clocks (1950)
- The Backward Day (1950)
- How to Get to First Base: A Picture Book of Baseball (1952)
- Lovely Summer (1952)
- Mimi (1954)
- A Tree Is Nice (1956)
- The Wonderful O (1957)
- How Come Elephants? (1965)
- Every Time I Climb a Tree (1967)
- Nate the Great (1972)
- Nate the Great Goes Undercover (1974)
- Nate the Great and the Lost List (1975)
- The Beetle Bush (1976)
- The Contests at Cowlick (1976)
- Nate the Great and the Phony Clue (1977)
- Nate the Great and the Sticky Case (1978)
- How to Dig a Hole to the Other Side of the World (1979)
- Nate the Great and the Missing Key (1981)
- No More Monsters for Me! (1981)
- Nate the Great and the Snowy Trail (1982)
- The Philharmonic Gets Dressed (1982)
- In the Year of the Boar and Jackie Robinson (1984)
- Nate the Great and the Fishy Prize (1985)
- The Dallas Titans Get Ready for Bed (1986)
- Nate the Great Stalks Stupidweed (1986)
- Sing a Song of Popcorn: Every Child's Book of Poems (1988) (Compiled by Beatrice Schenk de Regniers)
- Nate the Great Goes Down in the Dumps (1989)
- Many Moons (1990)
- Nate the Great and the Musical Note (1990)
- The Big Book for Peace (1990) (Compiled by Ann Durell and Marilyn Sachs, Written by Marilyn Sachs)
- Nate the Great and the Stolen Base (1992)
- Nate the Great and the Pillowcase (1993)
- Top Secret (1995)
- My Brother, Ant (1996)
- Ant Plays Bear (1997)
- The Goose That Almost Got Cooked (1997, auteur/illustrateur)
- Nate the Great Saves the King of Sweden (1997)
- Nate the Great and Me: The Case of the Fleeing Fang (1998)
- The Stray Dog (2003, auteur/illustrateur)
- Secret Lives of Walter Mitty and of James Thurber (2006)
- The Beautiful Planet: Ours to Lose (2010, auteur/illustrateur)